# Castelo de Birkhill

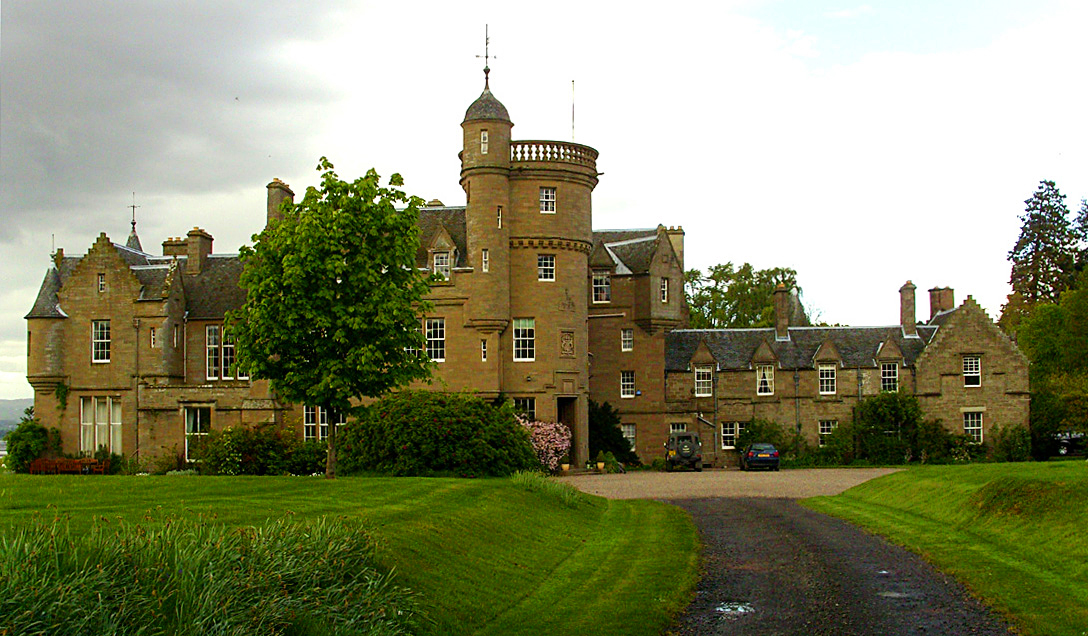
Castelo de Birkhill

O Castelo de Birkhill é uma casa senhorial, a residência do conde de Dundee, localizada nas margens do rio Tay, a uma curta distância de St. Andrews.
O castelo é operado como um empreendimento comercial que oferece instalações para grupos corporativos e privados. É também palco de casamentos.

## O castelo
O castelo está rodeado por jardins que abrigam uma grande variedade de plantas e árvores raras.
Embora sejam voltados para grupos privados e corporativos, as suas acomodações também estão disponíveis para o público em geral.